# Gmina Whitestown (Nowy Jork)
Gmina Whitestown (ang. Whitestown Town) – gmina w USA, w stanie Nowy Jork, w hrabstwie Oneida. Według danych z 2000 roku gmina miała 18635 mieszkańców.